# Никулин, Григорий Петрович
Григо́рий Петро́вич Нику́лин (29 декабря 1894  [10 января 1895], Звенигородка, Киевская губерния — 22 сентября 1965, Москва, СССР) — русский революционер, наиболее известный благодаря участию в убийстве российского императора Николая II, его семьи в ночь на 17 июля 1918 года, начальник МУРа в 1920—1921 годах.

## Биография
Его отец Пётр Осипович Никулин работал печником на станции Звенигородка Юго-Западной железной дороги.
Через три-четыре года его семья переехала в Звенигородку Киевской губернии, где его отец работал печником и каменщиком на стройках.
Два года он учился в церковно-приходской школе и четыре года — в городском училище, которое не окончил, так как поехал с отцом на заработки в Мелитополь.
В 1910 году поступил штамповщиком в частную мастерскую печных приборов.
В 1911 году начал работать каменщиком на стройках.
Каменщиком работал в разных городах — Звенигородке, Воронеже и Москве.
Осенью 1915 года был призван в армию, как каменщик был направлен на строительство Казанского порохового завода.
Весной 1916 года его перевели на Урал на строительство Таватуйского динамитного завода возле Екатеринбурга.
В марте 1917 года вступил в РСДРП(б), был избран секретарём заводского комитета РСДРП(б).
Летом 1917 года он был избран от РСДРП(б) гласным Таватуйской волостной земской Управы и председателем волостного земского собрания.
В июне-июле 1917 года партийная организация завода направила его в Екатеринбург на курсы пропагандистов, организованные Городским комитетом РСДРП(б).
В сентябре и октябре 1917 года вёл предвыборную агитацию за кандидатов большевиков по выборам в Екатеринбургское уездное земство.
В феврале 1918 года его направили на работу в Уральскую областную чрезвычайную комиссию по борьбе с контрреволюцией и спекуляцией.

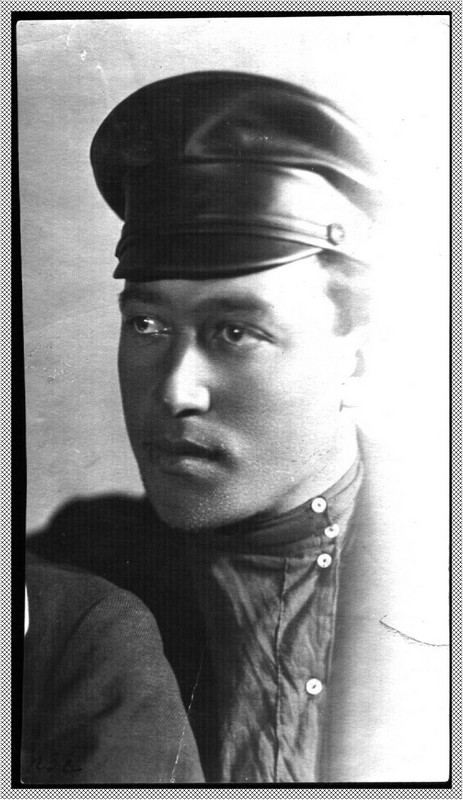
Никулин, Григорий Петрович, 1920 г.

Был назначен помощником Юровского, коменданта охраны царской семьи.
В ночь с 16 на 17 июля 1918 года царская семья была расстреляна.
20 июля 1918 года сопровождал 2 вагона царских вещей, они были доставлены в Пермь, и после сортировки часть ценных вещей (серебро, золото) вместе с четырьмя тысячами пудов золота, собранного в банках уральских городов, специальным поездом № 3-бис были доставлены в Москву и сданы в Государственное хранилище, комендантом поезда был Юровский, а Никулин — его помощником.
После убийства Никулин вернулся в Пермь и поступил в штаб 3-й Армии Восточного фронта, ему поручили организовать отряды охраны инженерного имущества, а позже назначили политическим комиссаром при Управлении района укреплений.
В феврале 1919 года работал агитатором при политотделе 29-й стрелковой дивизии 3-й Армии. Участвовал в боях в районе Верещагино — Зуевка — Глазов.
В мае 1919 года заболел тифом и был отправлен в Москву, где встретил Юровского, который работал зам. начальника административного отдела Моссовета, и он предложил ему работу начальником арестных домов.
В 1919 году заведовал арестными домами Москвы и ревизионным подотделом административного отдела. Осенью был избран членом Моссовета.
Весной 1920 года был назначен начальником Управления уголовного розыска Москвы.
В 1921 году был заведующим Управлением принудительных работ и концлагерей Москвы и Московской губернии.
В 1922 году Григорий Никулин был награждён «орденом Красного знамени» за борьбу с бандитизмом.
В 1923 году Никулин принимал участие в создании при МУРе научного кабинета по изучению преступности, первого научного учреждения в системе органов внутренних дел.
С 1923 по 1924 год работал в уголовном розыске заместителем начальника.
Осенью 1924 года перешёл на хозяйственную работу.
С 1925 по 1930 год работал управляющим Мосгубстраха.
С 1930 до начала 1931 года был управляющим трестом «Мосгаз».
С 1933 по 1935 год являлся заместителем уполномоченного Наркомтяжпрома при Моссовете по производству строительных материалов.
С декабря 1935 года по ноябрь 1938 года был заведующим Мосжилотделом.
С 1938 года работал в Управлении водопроводно-канализационного хозяйства Мосгорисполкома, сначала заместителем начальника Управления, затем начальником Управления, далее начальником Управления Акуловского гидротехнического узла, а потом начальником Сталинской водопроводной станции.
В 1947 году был награждён орденом «Отечественной войны I степени» за успешную работу по осуществлению генерального плана реконструкции Москвы, также был награждён Моссоветом тремя почётными грамотами.
С 1950 года был членом Пленума Сталинского райкома партии, а в 1954—1956 годах избирался членом бюро райкома, далее избирался членом и депутатом Моссовета, затем — кандидатом в члены Мосгубисполкома, Мособлисполкома и членом Мосгорисполкома.
Умер 22 сентября 1965 года. Похоронен на участке старых большевиков Новодевичьего кладбища.